# Atipa-Tcoba
Atipa-Tcoba (Isti-Papa, Neka-cí Ckamí, Neka-ci Ckami; Man-Eater, Big Man-Eater, Maneater, Elephant, Cannibal Monster), Ljudožder je bio mitološko čudovište jugoistočnih plemena, ogromno stvorenje mesožder koje je lovilo ljude. Njegov se izgled uvelike razlikovao od plemena do plemena-- u nekim plemenima Ljudožder je opisan kao nalik medvjedu, sličan čudovištima Golog medvjeda sjevernih plemena. U drugima, kao što su plemena Creek i Seminole, Ljudožder je opisan kao mačje čudovište slično divovskom planinskom lavu. U plemenima Alabama i Koasati, mnogi moderni ljudi povezuju Velikog ljudoždera sa slonovima. Neki folkloristi vjeruju da je legenda o Ljudožderu možda inspirirana fosilima mamuta ili mastodonta. 
U svakom slučaju, iako se ime čudovišta u nekim tekstovima prevodi kao "Kanibal" ili "Veliki kanibal", to je mala pogreška u prijevodu. Indijanska imena za ovo čudovište doslovno znače jednostavno "žderač ljudi". Ovo stvorenje nije čovjek ili humanoid ni u jednoj priči za koju se zna, već je uvijek divovska četveronožna životinja.